# Immeuble-pont Burdeau
L’immeuble-pont Burdeau ou immeuble-pont de Telemly est un bâtiment combinant les fonctions d'immeuble d'habitation et de pont routier/piétons, situé dans le quartier Télemly, à Alger-Centre, en Algérie.
Il est conçu par l'architecte français Lucien Pierre-Marie et réalisé en 1952, pendant la période coloniale française. Il compte 7 étages avec 82 appartements.

## Historique
L'immeuble-pont Burdeau est conçu par l'architecte français Lucien Pierre-Marie et construit en 1952, dans le quartier Télemly,, alors en cours d'urbanisation, essentiellement par des architectes membres du CIAM d'Alger, « école corbuséenne d'Alger », qui y appliquent leurs idées.
Le concept de viaduc habité est proposé par Le Corbusier pour deux projets d'urbanisme : un projet pour Rio de Janeiro présenté en 1929, et le « Plan Obus » de 1930 pour la ville d'Alger (le nom lui-même renvoie à la notion de totale destruction tant des routines administratives que de l'urbanisme traditionnels).
Au XXIe siècle, l'ouvrage est toujours emprunté par des véhicules, qui ont interdiction d'y stationner. Cependant, l'augmentation du nombre de véhicules depuis les années 1950, le non-respect de l'interdiction de stationner et de l'usage par les poids-lourds, fragilisent l'immeuble, ce que déplorent ses habitants, qui dénoncent de plus un projet de feux tricolores immobilisant la circulation sur le pont. De même, bien que toute construction soit interdite sur le pont, des cabines téléphoniques (rapidement enlevées) et des lampadaires sont installés, nécessitant de creuser des passages de câbles.

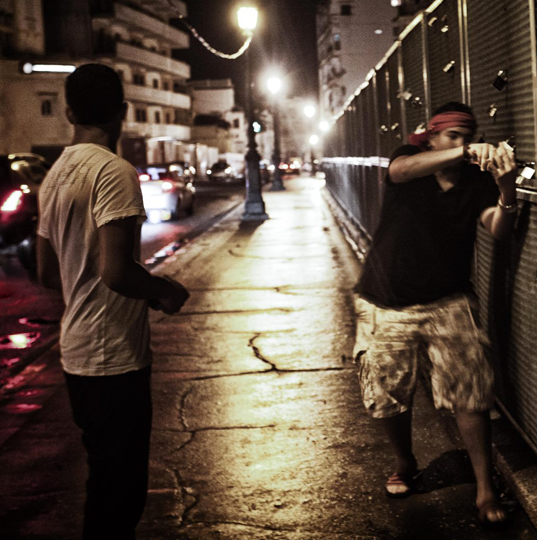
Des jeunes contestataires retirent les cadenas d'amour du grillage du pont.

En septembre 2013, à l'initiative de journalistes, un projet d'accrochage de cadenas d'amour sur l'ouvrage est lancé  afin de changer l'image du pont, associé aux suicides. L'initiative est bien accueillie par une partie de la population, notamment par le maire d'Alger-Centre qui ordonne également la repeinture du pont et promet d'ajouter le premier cadenas, mais suscite l'opposition d'intégristes islamistes qui iront jusqu'à arracher les cadenas,, qui sont remplacés par leurs partisans.

## Caractéristiques
Le bâtiment est une barre d'immeuble construite sur des pilotis barrant un ravin connu sous le nom de ravin Burdeau. Ce bâtiment soutient également le boulevard Colonel Krim-Belkacem sur son toit, lui permettant ainsi de franchir l'obstacle. En agissant comme un pont, il offre la possibilité de passer en dessous (via la rue Frères Khelifi, anciennement rue Burdeau puis rue Ahmed et Boualem Khalfi) et au-dessus (via le boulevard Colonel Krim-Belkacem, anciennement boulevard du Télemly).
Ce type de configuration d'immeuble-pont, avec le pont au-dessus des logements, est beaucoup plus rare que l'inverse (logements en pont, au-dessus d'un obstacle, soit un pont habité). Elle a été proposée par Le Corbusier en 1929/1930 sous forme de longs viaducs autoroutiers habités, soit de longues barres d'immeubles sur pilotis supportant des autoroutes sur leur toit, devant s'insérer jusque dans les centres-villes, les traversant, dont l'organisation intérieure comporte des appartements en duplex (préfigurant l'aménagement de ses unités d'habitations).
L'immeuble compte 7 étages, dont 2 sont réservés au secteur administratif, avec 82 appartements au total. Il possède deux entrées et un parking pouvant accueillir jusqu'à 150 véhicules. De plus, l'immeuble est équipé de 7 piliers conçus pour résister aux secousses. Dans les années 1970, il était interdit que deux bus se croisent sur le pont.
Il n'existe qu'un seul autre exemplaire de ce type d'ouvrage, à Rio de Janeiro.
Cependant, des réalisations architecturales s'en rapprochent, comme la Tokyo Expressway (en), autoroute ceinturant le quartier Ginza à Tokyo au Japon, privée mais gratuite grâce aux loyers perçus par l'exploitation des locaux situés dessous. Cet ouvrage n'est cependant pas construit sur pilotis et n'est franchissable qu'en certains points. Un autre exemple est l'ensemble d'immeubles à loyers modérés à Guiyang, en Chine, construits sous le viaduc autoroutier Shuikousi mais toutefois désolidarisés de ce dernier.

## Galerie

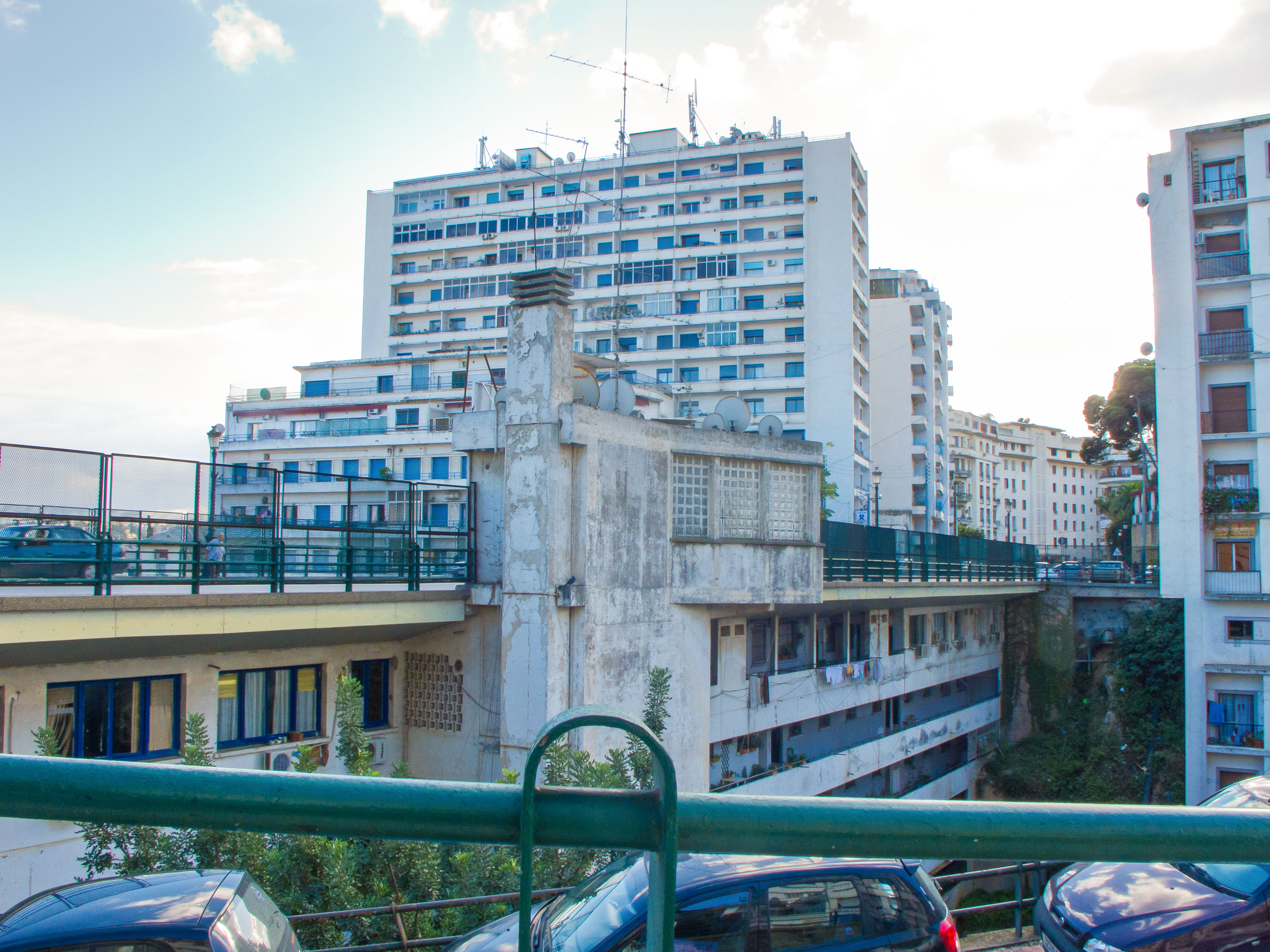
Vue sur l'immeuble-pont.
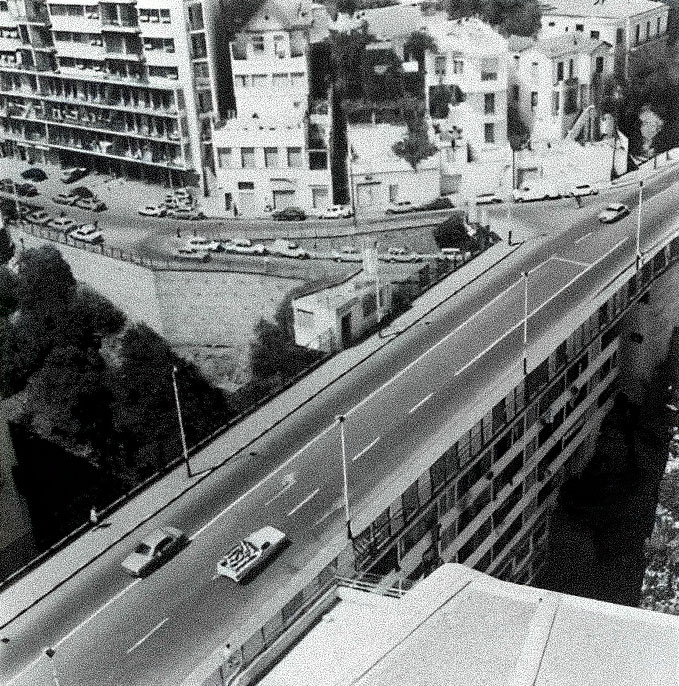
Ancienne photographie de l'immeuble-pont.
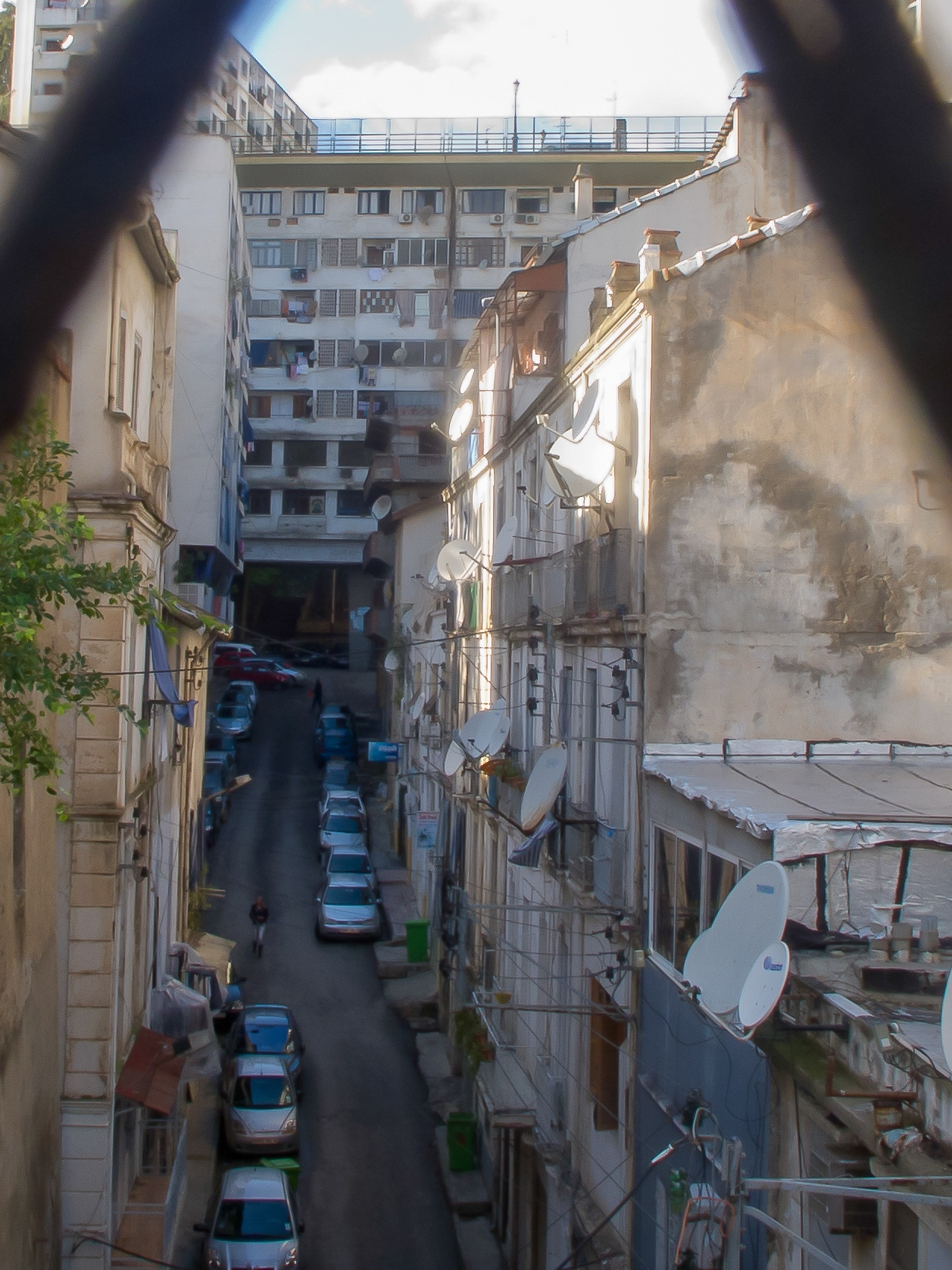
Le passage sous l'immeuble-pont est visible en arrière-plan.